# Torneio Internacional de Toulon de 2014
O Torneio Internacional de Toulon de 2014 foi a quadragésima segunda edição do torneio, que ocorre de 21 de maio até 1 de junho. O evento foi sediado, em sua maioria, na região de Provença-Alpes-Costa Azul, França. A competição contou com a participação de dez seleções.
Na decisão, o Brasil derrotou a França pelo placar de 5 a 2 e conquistou de forma invicta e com 100% de aproveitamento o oitavo título na história do Torneio Internacional de Toulon.

## Países participantes
| - França (país sede) - Brasil - Chile - China - Colômbia | - Inglaterra - México - Portugal - Catar - Coreia do Sul |

## Árbitros
Segue a lista de árbitros e selecionados para o Torneio Internacional de Toulon de 2014:
| Conf.    | Árbitros                        | FIFA | Id. |
| -------- | ------------------------------- | ---- | --- |
| AFC      | JOR Ahmad Ibrahim               | 2014 | 28  |
| CONCACAF | MEX José Alfredo Peñaloza       | 2010 | 40  |
| CONMEBOL | CHI Eduardo Gamboa Latourniere  | 2010 | 37  |
| CONMEBOL | BRA Francisco Carlos Nascimento | 2012 | 36  |
| CONMEBOL | COL Juan Pontón Rodríguez       | 2014 | 34  |
| UEFA     | BUL Georgi Kabakov              | 2013 | 28  |
| UEFA     | BEL Jérôme Efong Nzolo          | 2008 | 39  |
| UEFA     | POR João Capela                 | 2011 | 39  |

## Estádios
| Aubagne                                     | Avignon                           | Hyères                      | Saint-Raphaël               |
| ------------------------------------------- | --------------------------------- | --------------------------- | --------------------------- |
| Stade de Lattre-de-Tassigny                 | Parc des Sports                   | Stade Perruc                | Stade Louis Hon             |
| 43° 17′ 38,42″ N, 5° 33′ 44,4″ L            | 43° 55′ 42″ N, 4° 50′ 42″ L       | 43° 07′ 13″ N, 6° 08′ 31″ L | 43° 25′ 47″ N, 6° 48′ 26″ L |
| Capacidade: 1 000                           | Capacidade: 17 518                | Capacidade: 1 140           | Capacidade: 3 000           |
|                                             |                                   | N/A                         | N/A                         |
| Aubagne Avignon Hyères Saint-Raphaël Toulon |                                   |                             |                             |
| Toulon                                      | Toulon                            |                             |                             |
| Stade Léo-Lagrange                          | Stade Mayol                       |                             |                             |
| 47° 14′ 37″ N, 6° 00′ 11″ L                 | 43° 07′ 08,21″ N, 5° 56′ 11,51″ L |                             |                             |
| Capacidade: 10 500                          | Capacidade: 15 400                |                             |                             |
| N/A                                         |                                   |                             |                             |

## Resultados
Em fevereiro de 2014, a Associação de Futebol anunciou que o sorteio dos grupos tinha sido feito. A fase de grupos realiza-se entre 21 de maio de 2014 e 30 de maio de 2014.

### Grupo A
| Pos. | Seleção  | Pts | J | V | E | D | GP | GC | SG |
| ---- | -------- | --- | - | - | - | - | -- | -- | -- |
| 1    | França   | 10  | 4 | 3 | 1 | 0 | 8  | 2  | +6 |
| 2    | Portugal | 9   | 4 | 3 | 0 | 1 | 10 | 4  | +6 |
| 3    | México   | 4   | 4 | 1 | 1 | 2 | 3  | 6  | -3 |
| 4    | China    | 2   | 4 | 0 | 2 | 2 | 5  | 9  | -4 |
| 5    | Chile    | 2   | 4 | 0 | 2 | 2 | 6  | 11 | -5 |

| 21 de maio de 2014 | Portugal                             | 2 – 0     | México | Stade Léo-Lagrange, Toulon                      |
| 12:15              | João Teixeira 27' · Hélder Costa 73' | Relatório |        | Árbitro: BRA Francisco Carlos Nascimento (FIFA) |

| 21 de maio de 2014 | França                               | 3 – 0     | Chile | Stade Léo-Lagrange, Toulon        |
| 14:30              | Bahebeck 44', 71' (pen.) · Sacko 58' | Relatório |       | Árbitro: JOR Ahmad Ibrahim (FIFA) |

| 23 de maio de 2014 | Portugal                                                         | 3 – 1     | Chile                | Stade Perruc, Hyères               |
| 12:15              | Leandro Silva 30' (pen) · Hélder Costa 65' · Bruno Fernandes 68' | Relatório | 69' Nicolás Castillo | Árbitro: BUL Georgi Kabakov (FIFA) |

| 23 de maio de 2014 | França     | 1 – 1     | China           | Stade Perruc, Hyères                      |
| 14:30              | Haller 52' | Relatório | 67' Wang Xinhui | Árbitro: COL Juan Pontón Rodríguez (FIFA) |

| 25 de maio de 2014 | China                                             | 3 – 3     | Chile                           | Stade Louis Hon, Saint-Raphaël            |
| 10:45              | Yi Guo 42' · Yang Chaosheng 58' · Xie Pengfei 77' | Relatório | 18', 31' Martínez · 49' Delgado | Árbitro: COL Juan Pontón Rodríguez (FIFA) |

| 25 de maio de 2014 | França               | 2 – 0     | México | Stade Louis Hon, Saint-Raphaël                  |
| 13:00              | Hunou 6' · Ikoko 80' | Relatório |        | Árbitro: BRA Francisco Carlos Nascimento (FIFA) |

| 27 de maio de 2014 | Chile               | 2 – 2     | México                     | Stade de Lattre-de-Tassigny, Aubagne |
| 12:15              | Bravo 1', 48' (pen) | Relatório | 21' Hedgardo · 62' Treviño | Árbitro: BUL Georgi Kabakov (FIFA)   |

| 27 de maio de 2014 | China  | 1 – 4     | Portugal                                                                 | Stade de Lattre-de-Tassigny, Aubagne      |
| 14:30              | Li 27' | Relatório | 13', 39' (pen) Ricardo Horta · 35' (pen) Rúben Semedo · 65' Hélder Costa | Árbitro: COL Juan Pontón Rodríguez (FIFA) |

| 29 de maio de 2014 | China | 0 – 1     | México               | Stade Léo-Lagrange, Toulon             |
| 12:15              |       | Relatório | 58' Daniel Hernandez | Árbitro: BEL Jérôme Efong Nzolo (FIFA) |

| 29 de maio de 2014 | França                     | 2 – 1     | Portugal       | Stade Léo-Lagrange, Toulon         |
| 14:30              | Sarr 35' · Sacko 61' (pen) | Relatório | 69' Rúben Vezo | Árbitro: BUL Georgi Kabakov (FIFA) |

### Grupo B
| Pos. | Seleção       | Pts | J | V | E | D | GP | GC | SG  |
| ---- | ------------- | --- | - | - | - | - | -- | -- | --- |
| 1    | Brasil        | 12  | 4 | 4 | 0 | 0 | 13 | 2  | +11 |
| 2    | Inglaterra    | 5   | 4 | 1 | 2 | 1 | 6  | 4  | +2  |
| 3    | Coreia do Sul | 5   | 4 | 1 | 2 | 1 | 3  | 4  | -1  |
| 4    | Colômbia      | 2   | 4 | 0 | 2 | 2 | 3  | 5  | -2  |
| 5    | Catar         | 2   | 4 | 0 | 2 | 2 | 2  | 12 | -10 |

| 22 de maio de 2014 | Brasil                   | 2 – 0     | Coreia do Sul | Stade Léo-Lagrange, Toulon             |
| 12:15              | Thalles 27' · Luan 80+1' | Relatório |               | Árbitro: BEL Jérôme Efong Nzolo (FIFA) |

| 22 de maio de 2014 | Inglaterra                                     | 3 – 0     | Catar | Stade Léo-Lagrange, Toulon                |
| 14:30              | Obita 30' · Forster-Caskey 54' · Cousins 80+3' | Relatório |       | Árbitro: MEX José Alfredo Peñaloza (FIFA) |

| 24 de maio de 2014 | Coreia do Sul | 1 – 1     | Catar               | Stade Perruc, Hyères                           |
| 10:45              | Ilsoo 19'     | Relatório | 61' (pen) Doozandeh | Árbitro: CHI Eduardo Gamboa Latourniere (FIFA) |

| 24 de maio de 2014 | Brasil                                 | 2 – 1     | Colômbia           | Stade Perruc, Hyères            |
| 13:00              | Ademilson 40' (pen) · Rodrigo Caio 58' | Relatório | 62' Joao Rodríguez | Árbitro: POR João Capela (FIFA) |

| 26 de maio de 2014 | Colômbia | 0 – 1     | Coreia do Sul       | Stade Louis Hon, Saint-Raphaël            |
| 12:15              |          | Relatório | 68' (pen) Chang-Jin | Árbitro: MEX José Alfredo Peñaloza (FIFA) |

| 26 de maio de 2014 | Inglaterra      | 1 – 2     | Brasil                       | Stade Louis Hon, Saint-Raphaël    |
| 14:30              | Ward-Prowse 71' | Relatório | 9' Alisson · 46' Lucas Silva | Árbitro: JOR Ahmad Ibrahim (FIFA) |

| 28 de maio de 2014 | Colômbia  | 1 – 1     | Catar              | Stade de Lattre-de-Tassigny, Aubagne |
| 12:15              | Borré 74' | Relatório | 48' (pen) Al Saadi | Árbitro: POR João Capela (FIFA)      |

| 28 de maio de 2014 | Inglaterra | 1 – 1     | Coreia do Sul | Stade de Lattre-de-Tassigny, Aubagne           |
| 14:30              | Woodrow 3' | Relatório | 55' Chang-Min | Árbitro: CHI Eduardo Gamboa Latourniere (FIFA) |

| 30 de maio de 2014 | Inglaterra  | 1 – 1     | Colômbia           | Stade Léo-Lagrange, Toulon                |
| 12:15              | Woodrow 15' | Relatório | 68' Joao Rodríguez | Árbitro: MEX José Alfredo Peñaloza (FIFA) |

| 30 de maio de 2014 | Brasil                                                                                          | 7 – 0     | Catar | Stade Léo-Lagrange, Toulon      |
| 14:30              | Wallace 9' · Luan 11', 27' · Mosquito 33' · Lucas Piazón 40+1' · Rodrigo Caio 51' · Leandro 72' | Relatório |       | Árbitro: POR João Capela (FIFA) |

### Terceiro Lugar
| 1 de junho de 2014 | Portugal          | 1 – 0     | Inglaterra | Parc des Sports, Avinhão                        |
| 11:00              | Ricardo Horta 55' | Relatório |            | Árbitro: BRA Francisco Carlos Nascimento (FIFA) |

### Final
| 1 de junho de 2014 | França                 | 2 – 5     | Brasil                                                                     | Parc des Sports, Avinhão          |
| 13:30              | Bahebeck 6' (pen), 14' | Relatório | Alisson 8' · Ademilson 30' (pen), 63' (pen) · Marquinhos 46' · Thalles 69' | Árbitro: JOR Ahmad Ibrahim (FIFA) |

## Estatísticas

### Artilharia
4 gols
- Bahebeck

3 gols
| - Ademilson - Luan | - Hélder Costa - Ricardo Horta |  |

2 gols
| - Alisson - Rodrigo Caio - Thalles | - Bravo - Martínez - Joao Rodríguez | - Sacko - Woodrow |

1 gol
| - Leandro - Lucas Piazón - Lucas Silva - Marquinhos - Mosquito - Wallace - Al Saadi - Doozandeh - Delgado - Nicolás Castillo - Li - Wang Xinhui | - Xie Pengfei - Yang Chaosheng - Yi Guo - Borré - Chang-Jin - Chang-Min - Ilsoo - Haller - Hunou - Ikoko - Sarr - Cousins | - Forster-Caskey - Obita - Ward-Prowse - Daniel Hernandez - Hedgardo - Treviño - Bruno Fernandes - João Teixeira - Leandro Silva - Rúben Semedo - Rúben Vezo |

### Fair play
| #   | Seleção       | Penalizado com cartão amarelo | Expulso | Total |
| --- | ------------- | ----------------------------- | ------- | ----- |
| 1º  | Coreia do Sul | 2                             | 0       | 2     |
| 2º  | Colômbia      | 6                             | 0       | 6     |
| 2º  | Inglaterra    | 6                             | 0       | 6     |
| 4º  | Catar         | 6                             | 1       | 7     |
| 5º  | Brasil        | 8                             | 0       | 8     |
| 5º  | China         | 8                             | 0       | 8     |
| 7º  | Portugal      | 9                             | 0       | 9     |
| 8º  | França        | 12                            | 0       | 12    |
| 9º  | México        | 9                             | 1       | 10    |
| 10º | Chile         | 9                             | 2       | 11    |

## Premiações
| Torneio Internacional de Toulon de 2014 |
| --------------------------------------- |
| BRASIL Campeão (8º título)              |

### Individuais
| Artilheiro: | Melhor jogador:                                  | Melhor goleiro: | Prêmio especial: | Revelação:    | Melhor gol: | Mais jovem na final: | Fair Play (menos cartões): |
| ----------- | ------------------------------------------------ | --------------- | ---------------- | ------------- | ----------- | -------------------- | -------------------------- |
| Bahebeck    | 1º - Rodrigo Caio 2º - Bakayoko 3º - Ward-Prowse | Paul Nardi      | Hélder Costa     | Ricardo Horta | Ward-Prowse | Marcos Felipe        | Coreia do Sul              |

## Classificação final
| 1. Brasil 2. França 3. Portugal 4. Inglaterra 5. Coreia do Sul | 1. México 2. Colômbia 3. China 4. Chile 5. Catar |  |  |